# Orville (Pas de Calais)
Orville és un municipi francès situat al departament del Pas de Calais i a la regió dels Alts de França. L'any 2007 tenia 339 habitants.

## Demografia

### Població
El 2007 la població de fet d'Orville era de 339 persones. Hi havia 106 famílies de les quals 24 eren unipersonals (12 homes vivint sols i 12 dones vivint soles), 29 parelles sense fills, 45 parelles amb fills i 8 famílies monoparentals amb fills.
La població ha evolucionat segons el següent gràfic:
Habitants censats

### Habitatges
El 2007 hi havia 138 habitatges, 124 eren l'habitatge principal de la família, 7 eren segones residències i 6 estaven desocupats. 136 eren cases i 2 eren apartaments. Dels 124 habitatges principals, 106 estaven ocupats pels seus propietaris, 17 estaven llogats i ocupats pels llogaters i 1 estava cedit a títol gratuït; 1 tenia una cambra, 2 en tenien dues, 14 en tenien tres, 31 en tenien quatre i 76 en tenien cinc o més. 101 habitatges disposaven pel capbaix d'una plaça de pàrquing. A 58 habitatges hi havia un automòbil i a 51 n'hi havia dos o més.

### Piràmide de població
La piràmide de població per edats i sexe el 2009 era:
| Homes | Edats   | Dones |
| ----- | ------- | ----- |
| 0     | 95 o +  | 0     |
| 4     | 90 a 94 | 0     |
| 0     | 85 a 89 | 0     |
| 0     | 80 a 84 | 4     |
| 8     | 75 a 79 | 12    |
| 16    | 70 a 74 | 12    |
| 4     | 65 a 69 | 4     |
| 4     | 60 a 64 | 8     |
| 0     | 55 a 59 | 8     |
| 12    | 50 a 54 | 4     |
| 20    | 45 a 49 | 20    |
| 12    | 40 a 44 | 8     |
| 24    | 35 a 39 | 24    |
| 4     | 30 a 34 | 8     |
| 0     | 25 a 29 | 4     |
| 12    | 20 a 24 | 0     |
| 12    | 15 a 19 | 8     |
| 16    | 10 a 14 | 8     |
| 8     | 5 a 9   | 8     |
| 0     | 0 a 4   | 8     |

## Economia
El 2007 la població en edat de treballar era de 209 persones, 146 eren actives i 63 eren inactives. De les 146 persones actives 131 estaven ocupades (84 homes i 47 dones) i 14 estaven aturades (2 homes i 12 dones). De les 63 persones inactives 16 estaven jubilades, 16 estaven estudiant i 31 estaven classificades com a «altres inactius».

### Ingressos
El 2009 a Orville hi havia 137 unitats fiscals que integraven 379,5 persones, la mediana anual d'ingressos fiscals per persona era de 15.777 €.

### Activitats econòmiques
Dels 6 establiments que hi havia el 2007, 1 era d'una empresa extractiva, 1 d'una empresa de construcció, 3 d'empreses de comerç i reparació d'automòbils i 1 d'una empresa de serveis.
L'únic servei als particulars que hi havia el 2009 era una empresa de construcció.
L'únic establiment comercial que hi havia el 2009 era una botiga de material esportiu.
L'any 2000 a Orville hi havia 4 explotacions agrícoles que ocupaven un total de 204 hectàrees.

## Equipaments sanitaris i escolars
El 2009 hi havia una escola maternal integrada dins d'un grup escolar amb les comunes properes formant una escola dispersa.

## Poblacions més properes
El següent diagrama mostra les poblacions més properes.